# Великий Враг (Шатковский район)
Вели́кий Враг (эрз. Инелей)— село в Шатковском районе Нижегородской области. Входит в состав Староиванцевского сельсовета.
В селе расположено отделение Почты России (индекс 607703).

## История

### Русское царство (1554—1721)
Великий Враг упоминается в поместном акте 1591 года: "А на отделе были понятые: ... Великовражские деревни мордва Кулузган Сычесев сын да Миляй Перакушев сын."

### Российская империя (1721—1917)
В 1723 году село входило в состав Залесного стана Арзамасского уезда. В 1890 году Великий Враг был административным центром Велико-Вражской волости.

## Население[5][3][6][7][8]
| Численность населения по годам |
|                                |